# Demonax jirouxi
Demonax jirouxi är en skalbaggsart som beskrevs av Dauber 2008. Demonax jirouxi ingår i släktet Demonax och familjen långhorningar. Inga underarter finns listade i Catalogue of Life.